# Sixten Jernberg
Eddy Sixten Jernberg (Lima, Dalarna, 06 de fevereiro de 1929 — 14 de Julho de 2012) foi um esquiador sueco de cross-country.